# Конан-ку
Конан-ку (яп. 江南区) — район города Ниигата префектуры Ниигата в Японии. По состоянию на 1 июня 2013 года население района составило 69 342 человека, плотность населения — 919 чел / км ².

## История
Конан-ку состоит из районов исторического центра Ниигаты Соноки, Рёукава, Оэяма, а также присоединённых городов Камэда и Ёкогоси, которые стали частью города Ниигата 21 марта 2005 года.

## Достопримечательности
- Музей северной культуры